# Dansk Squash Forbund
Dansk Squash Forbund (DSqF) blev dannet i 1977 og har siden været medlem af DIF. Forbundet har registreret ca. 6.000 medlemmer, der er tilknyttet via deres lokale squashklub men mange dyrker også sporten uden at være medlem af en klub, bl.a. på grund af konkurrence fra de kommercialiserede fitnesscentre, der sælger aktiviteten som pay and play. 
Squash dyrkes i dag i mange lande – på alle kontinenter, og det vurderes, at sporten verdensomspændende har samme udbredelse som badminton. Specielt i Asien, Mellemøsten og USA er squashsporten stor. 
Squash vurderes oftest til at være en individuel sport på linje med badminton, men udøveren ynder at dyrke sporten på holdbasis, hvor hvert point tæller for den samlede sejr. Derfor er bl.a. de europæiske holdmesterskaber også attraktive for udøveren at deltage i. 
Danmark gør sig generelt godt i europæisk sammenhæng og har indtil 2014 været blandt Europas top 8 nationer. Desværre rykkede holdet ud efter knebne nederlag til bl.a. Tyskland der endte led bronze i Riccione, Italien.
På det individuelle plan har Danmark også gjort det godt. Her vandt Line Hansen EM bronze to år i streg i 2014 og 2015.
I 2016 har DSqF fået tilgang af Line Hansen (24 i verden) og Cameron Pilley (15 i verden) til deres træningsmiljø for elitespillere i Odense. 
Talentmæssigt er Danmark også godt med. På de europæiske ranglister har vi de seneste 4 år haft topspillere for juniorerne, hvor bl.a. Mathilde Lauridsen er sluttet juniortiden af som
nummer fire på den europæiske rangliste for U19 spillere. I skrivende stund er Magnus Laursen fra Skovbakken Squash. 
Dansk squash forbund er ikke team Danmark støttet.

## Organisationen
Dansk Squash Forbund er en organisation under DIF, European Squash Federation (ESF) og World Squash Federation (WSF). De fleste klubber i Danmark er medlem af Dansk Squash Forbund, og det er medvirkende til at gøre forbundet til det dominerende organ i dansk squash. Derudover står Dansk Squash Forbund for alle former for turneringsafvikling i Danmark. (Se mere under Turneringer under Dansk Squash Forbund)

### Formål
Dansk Squash Forbund har et formål, som lyder således:
"Dansk Squash Forbund er et fællesforbund for Danmarks squashklubber, der har til formål at sørge for squashspillets udvikling i Danmark og at varetage spillets interesser, at behandle squashspillets fælles anliggender i Danmark, samt at fremme og samordne dansk squash i international sammenhæng. Tilsvarende formål gælder for ricochet og evt. andre beslægtede ketsjerspil."

### Turneringer under Dansk Squash Forbund
Dansk Squash Forbund står for alle former for turneringsafvikling i Danmark, herunder: 
- Danmarksturneringen (Ligaerne i Danmark, Elitedivision, 1., 2., og 3. division Øst og Vest)
- Challenger-turneringer (Eliteturneringer omfattende Mester-, A- og B-rækker)
- Dansk Mesterskab (Alle har ret til at stille op og bliver inddelt i rækker efter Danmarksranglisten)
- Satellit-turneringer (Turneringer for øvede og begyndere omfattende B-, C- og D-rækker)
- Motionistligaen (Ligasystem for begyndere)
- Dansk Mesterskab i Double
- Veteran DM (Rækker fra 35 år og opefter)

Derudover står Dansk Squash Forbund også for alle juniorturneringer i Danmark (19 år og derunder). Herunder bl.a.: 
- Junior GP (Rækkerne U11, DU13, DU15, DU17/19, PU13/15 og PU17/19)
- Junior DM (Danmarksmesterskab for Rækkerne U11, DU13, DU15, DU17 DU19, PU13, PU15, PU17, PU19)
- Juniorholdturneringer (Holdturnering for spiller -15år).

### Danmarksranglisten
Dansk Squash Forbund vedligeholder på basis af resultater fra udvalgte turneringer (Danmarksturneringen, Senior Grand Prix turneringer, andre seniorturneringer og Danmarksmesterskaberne) en rangliste som ud over at være et redskab til bl.a. seedninger for turneringsarrangører er en service til spillerne i Danmark, så de har mulighed for at sammenligne deres niveau. For at blive optaget på Danmarksranglisten kræves et gyldigt licensnummer fra Dansk Squash Forbund. Der findes en separat rangliste for juniorspillere under 19 år.

## Bestyrelsen
Bestyrelsen i Dansk Squash Forbund består i øjeblikket af 4 medlemmer, der gives gives maksimum plads til 8 medlemmer i bestyrelsen.
Bestyrelsen i består i øjeblikket af: Kenneth Plummer (formand), Morten Trap Wiegandt, Allan B. Christensen (næstformand), Tina Pedersen. 